# Lat
Lat   (Kota Bharu, 5 de març de 1951) és un autor de còmics malaisi, cèlebre per la seua autobiografia il·lustrada, Kampung Boy, i la continuació Town Boy.

## Biografia
Nascut Mohammad Nor Khalid —Lat és l'afèresi de bulat («redó»)— l'any 1951 a Kota Baru, primer fill d'un treballador civil de l'exèrcit i d'una ama de casa, Lat dibuixava des de xicotet: «Jo dibuixava de manera espontània, amb bolígraf o llapissera, sense pensar o esperar a les idees.» Son pare no es podia permetre comprar-li tebeos, per la qual cosa els havien de baratar entre els amics: la seua generació llegí sobretot còmics britànics com The Beano o d'autors locals com Raja Hamzah i Saidin Yahya, amb els quals aprengué a dibuixar de manera autodidacta. La seua mestra d'escola, Moira Hew, és un dels personatges més populars de les seues històries.
Rejabhad, considerat llavors el més gran dels dibuixants malaisis, li escrigué una carta d'alabança i, més tard, l'apadrinà: «En aquell temps, jo tenia un poc d'enveja perquè a mon pare li feien riure les historietes de Rehabhad, i un parent em digué: "Hauries de dibuixar temes locals (com Rejabhad), no eixes històries de xics i xiques amb pantalons vaquers. Llavors, si duies vaquers, volia dir que eres de Singapur o que tenies diners.»
Lat publicà els seus primers treballs en les revistes Majallah Filem i Movie New; abans de fer vint anys ja publicava setmanalment les tires Tiga Sekawan —«tres amics», creada el 1964— i Keluarga Si Mamat en el diari Berita Minggu; el 1974 esdevingué l'editor artístic del New Straits Times, un dels majors periòdics de Malaisia.
Eixe any, Lat assistí per primera volta a un casament sikh a Kampung Pandan, amb la idea de descriure'l en una historieta: el còmic resultant tingué tanta acceptació que el NST rebé cridades d'agraïment durant molts dies. Llavors Lat publicava sis columnes setmanals.
L'any 1979 publicà la seua obra mestra, Kampung Boy, la història d'un jove anomenat Mat en un kampung rural de la dècada de 1950 que estudia religió, ajuda son pare en la plantació i fa isetes; l'àlbum ha sigut traduït a una dotzena d'idiomes, entre els quals l'àrab, coreà, francés o japonés, i n'hi hagué interés en adaptar-lo al cinema: «Quan vaig crear Kampung Boy anava sobre la joventut. L'adolescència és quan comences a fer-te amb els paisans. És quan comences a aprendre sobre els altres, descobrixes interessos afins i coneixes les diferències amb els altres.» La continuació, Town Boy, seguix el trasllat de Mat a la ciutat d'Ipoh.
El 1989 aparegué Mat Som, en el qual el protagoniste es trasllada a Kuala Lumpur, adaptat al cinema l'any 1990 per Hatta Azad Khan; el 1994, Kampung Boy: Yesterday and Today, que servix de comparança entre la vida rural i la urbana; el 2004 publicà Dr Who?!: Capturing the Life and Times of a Leader in Cartoons, un recull de còmics sobre l'ex primer ministre malaisi Mahathir bin Mohamad.

### Premis
L'any 2005 rebé el premi especial del jurat dels guardons Petronas de periodisme; el 2007 li atorgaren un Doctorat Honoris Causa en Filosofia per l'interés antropològic de la seua producció; i el 2014 el guardó Independent per promoure la identitat malàisia i l'entesa entre les diferents cultures.